# Willem Hertzberger
Willem Hertzberger (Rotterdam, 10 mei 1983) is een Nederlands hockeyer.
Hertzberger is de oudste van de 'gebroeders Hertzberger': Maurits en Jeroen Hertzberger zijn de andere twee. Hij speelde van 2001 tot 2013 in het eerste van HC Rotterdam. Samen met zijn twee broers vormde hij het fundament van het uitgroeien van de club van stabiele Overgangsklasser tot stabiele topclub in de Hoofdklasse sinds de promotie in 2005. In 2013 werd hij landskampioen (en de eerste in de clubgeschiedenis). In de finale van de play offs tegen Oranje Zwart scoorde hij in de tweede wedstrijd en na de derde en beslissende wedstrijd in Eindhoven die werd gewonnen met 2-3, kondigde hij zijn afscheid aan. Hij gaf aan zich meer op zijn maatschappelijke carrière te willen gaan richten. In tegenstelling tot zijn twee broers speelde Willem geen interlands voor de Nederlandse hockeyploeg. Hij heeft in de zaal wel gespeeld voor het Nederlands team.